# Хойсген, Кристоф
Кристоф Хойсген (нем. Christoph Heusgen; 17 марта 1955, Бонн, Германия) — немецкий дипломат , советник канцлера ФРГ Ангелы Меркель по внешнеполитическим вопросам (2005—2017), постоянный представитель Германии в Организации Объединённых Наций в Нью-Йорке (2017—2020).

## Биография
Родился 17 марта 1955 года в Дюссельдорфе-Хердт. Изучал экономику в Санкт-Галлене (Швейцария), Стейтсборо (США) и Париже. В 1980 году получил докторскую степень по экономике в Университете Санкт-Галлена, защитив диссертацию на тему «Учение Людвига Эрхарда о социальной экономике: истоки, основные положения, эволюция».
В 1980 года поступил на дипслужбу ФРГ. С 1988 по 1990 гг. — работал личным секретарем координатора по вопросам германо-французского сотрудничества Райнера Барцеля. В 1990 году — стал советником в отделе европейских дел Министерства иностранных дел ФРГ. С 1993 по 1997 гг. — заместитель руководителя бюро министра иностранных дел ФРГ Клауса Кинкеля. С 1997 по 1999 гг. — руководитель управления по европейским вопросам МИД ФРГ.
С 1999 по 2005 гг. — работал директором отдела планирования политики и раннего предупреждения в Секретариате Совета Европейского Союза в Брюсселе и руководителем бюро Высокого представителя по вопросам внешней политики и политики в области безопасности ЕС Хавьера Соланы. В 2005 году Хойсген возглавил управление по внешней политике и глобальным вопросам в Ведомстве федерального канцлера, став по сути внешнеполитическим советником канцлера А.Меркель. В ноябре 2016 г. был назначен Постоянным представителем при Организации Объединённых Наций в Нью-Йорке с 2017 года.
В июне 2021 года покинул дипломатическую службу.
Является почетным профессором Университета Санкт-Галлена и председателем фонда Мюнхенской конференции по безопасности.
Хойсген является членом партии Христианско-демократический союз. Женат, имеет пятерых детей.

## Мнения
В июне 2022 года Хойсген на международном симпозиуме в Киле ответил на угрозы экс-президента России: 

Медведев сегодня — клоун, извините, что я должен произнести это вслух
В 2025 году на Мюнхенской конференции по безопасности вице-президент Джей Ди Вэнс раскритиковал миграционную политику Европы, обвинил ЕС в цензуре и уходе от демократических принципов, а председатель конференции Кристоф Хойсген назвал её «страшным сном Европы».

## Награды
- Крест «За заслуги» I класса (2021, Министерство иностранных дел Эстонии)[8]